# Leucaena retusa
Leucaena retusa är en ärtväxtart som beskrevs av George Bentham. Leucaena retusa ingår i släktet Leucaena och familjen ärtväxter. Inga underarter finns listade i Catalogue of Life.

## Bildgalleri

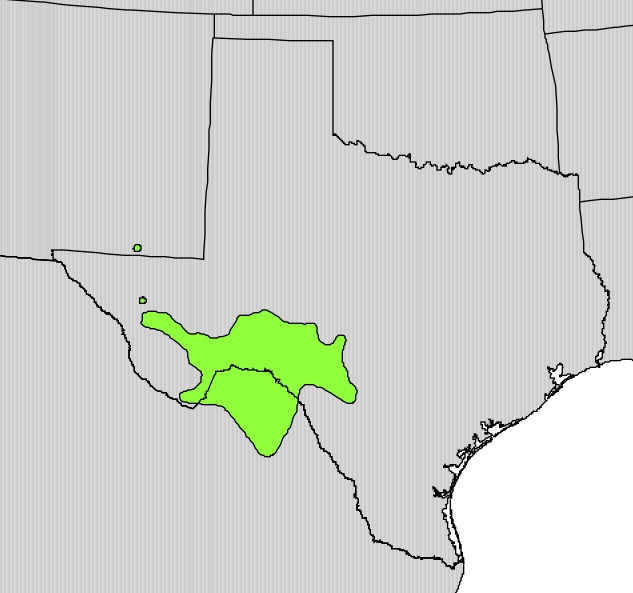